# Riccardia portoricensis
Riccardia portoricensis là một loài rêu trong họ Aneuraceae. Loài này được Pagan mô tả khoa học đầu tiên năm 1939.